# Shammell Stallworth
Shammell Stallworth (Fresno, Kalifornija, 9. srpnja 1980.) je američki profesionalni košarkaš s brazilskom putovnicom. Igra na poziciji bek šutera, a trenutačno je član kineskog Zhejiang Whirlwindsa. 

## Karijera
Košarkašku karijeru započeo je na sveučilištu San Francisco, a ondje je proveo četiri godine. U seniorskoj sezoni prosječno je postizao 12.6 poena, 3.2 skoka, 1,9 asistencija i jednu ukradenu loptu. Nakon završetka sveučilišne karijere i igranja po NBA kampovima (Kingsi, Netsi, Warriorsi), profesionalnu karijeru gradio je u Kini i Brazilu. U Brazilu je proveo 3 godine kao član brazilskog prvoligaša Paulistana, a u posljednjoj sezoni bio najbolji strijelac lige s 22.3 poena po utakmici. Sezonu 2007./08. proveo je kao član hrvatskog košarkaškog kluba Zadar, s kojim je potpisao jednogodišnji ugovor s mogućnošću produženja. Za Zadar je u NLB ligi prosječno postizao 10 poena, 2.5 skokova, 2.1 asistenciju i 1.2 ukradene lopte. Nakon samo jedne sezone napustio je redove Zadra i otišao u kineskog CBA ligaša Zhejiang Whirlwinds. 

## Vanjske poveznice
- Profil[neaktivna poveznica] na State Sheet.com
- Profil na ESPN.com